# Głaz narzutowy

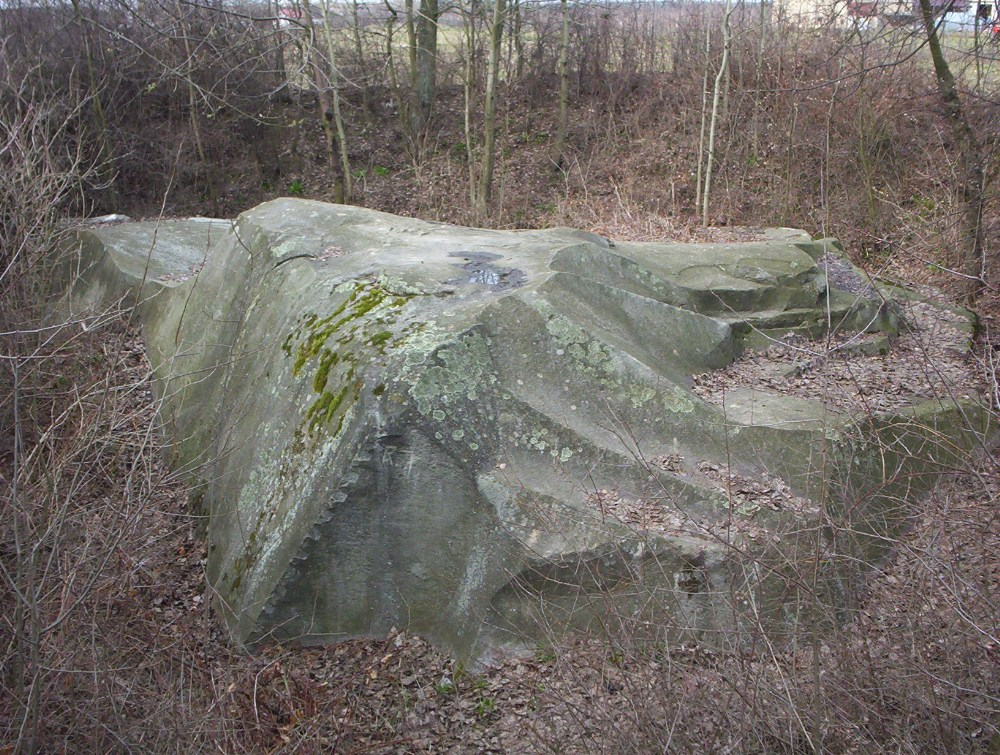
Głaz Mszczonowski

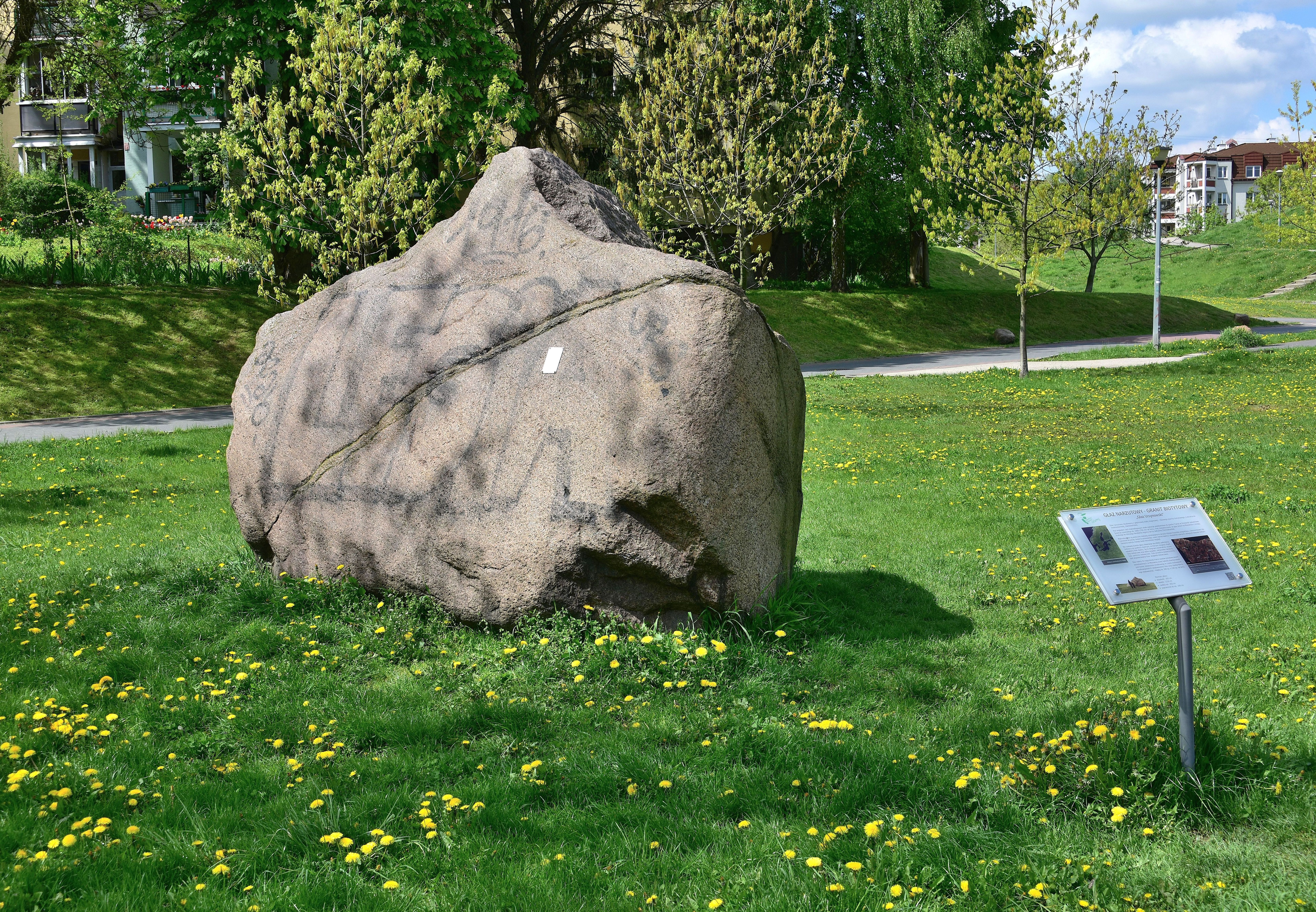
Głaz Ursynowski – największy głaz narzutowy na terenie Warszawy

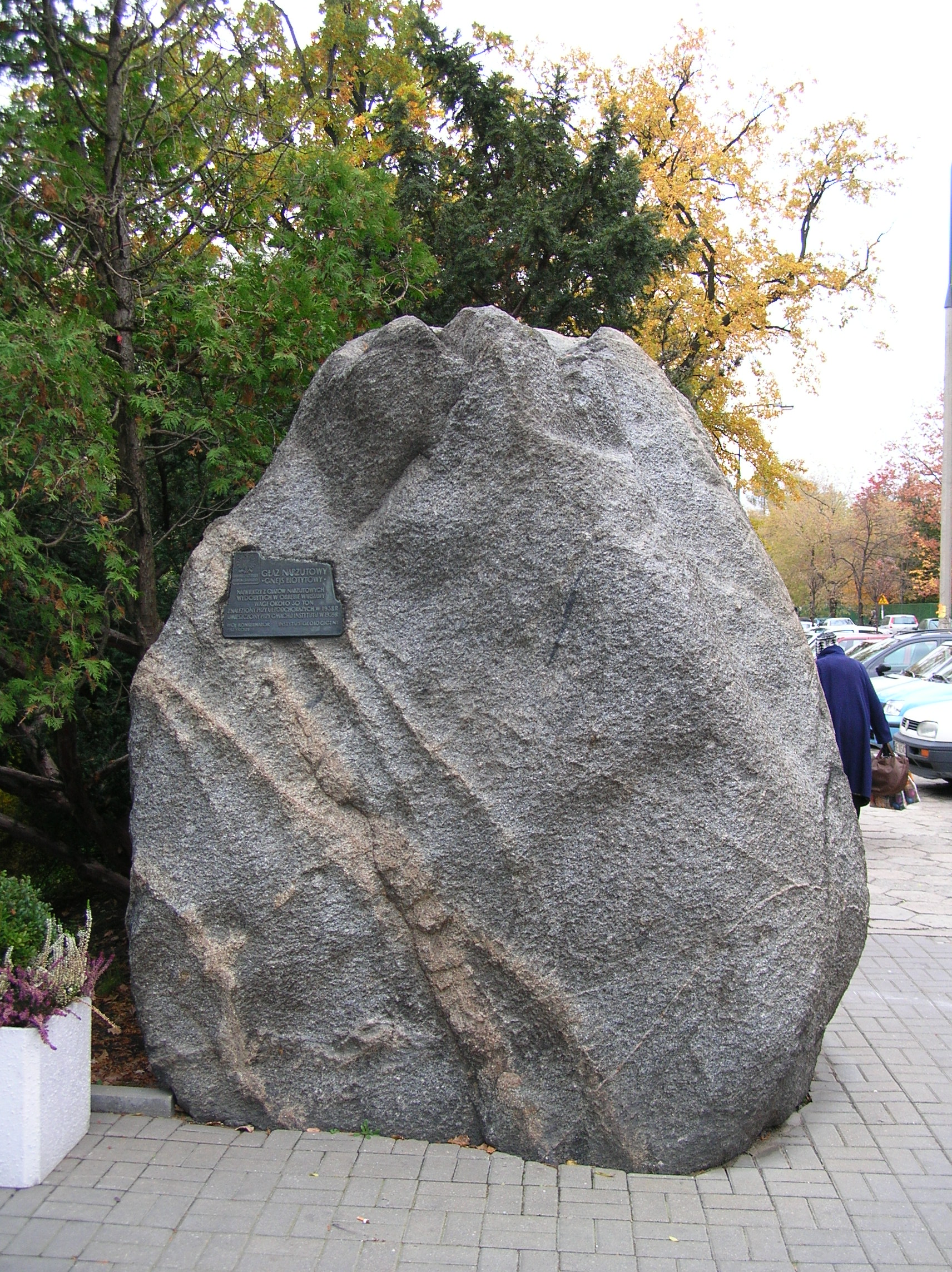
Granitowy głaz narzutowy przed wejściem do Państwowego Instytutu Geologicznego w Warszawie

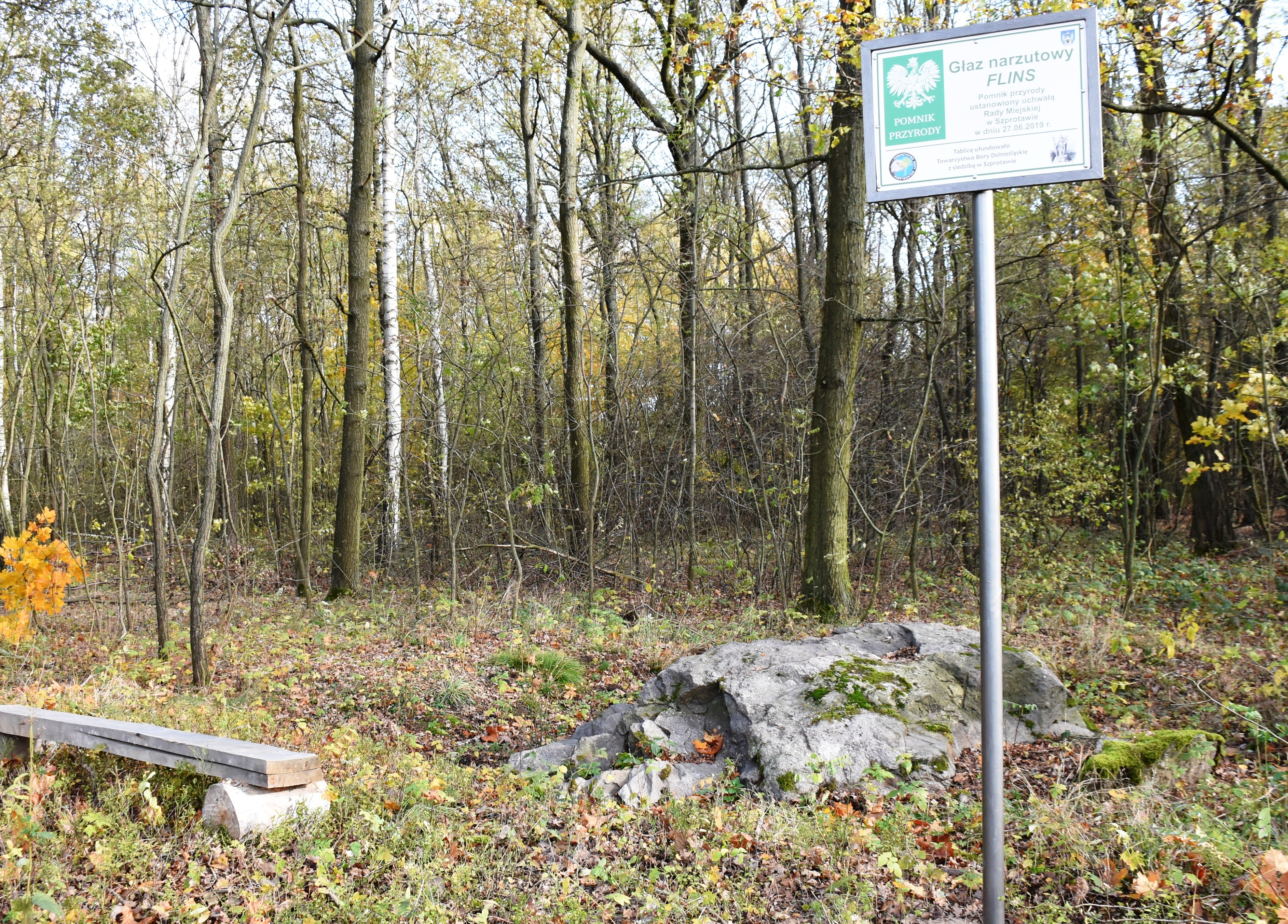
Głaz Flins – największy głaz narzutowy na południu województwa lubuskiego

Głaz narzutowy, eratyk, narzutniak (z łac. errare – błądzić) – fragment skały litej, przyniesiony przez lądolód.

## Informacje ogólne
Obszary północnej i środkowej Polski pokryte są tworami polodowcowymi – składają się na nie głazy, żwirowiska, piaski, mułki, różne gliny i iły. Obok całkowicie zwietrzałych skał moreny zawierają też materiał grubszy – zaokrąglone bryły i wielkie bloki, często o objętości wielu metrów sześciennych. Część z nich uległa zniszczeniu, jednak te utworzone ze skał odporniejszych zachowały się do naszych czasów.
Podobne twory znajdują się na obszarze Niemiec, północnej Francji, Wielkiej Brytanii, Kanady, północnej części Stanów Zjednoczonych, czyli wszędzie tam, gdzie dotarły plejstoceńskie lądolody. Eratyki spotyka się również na obszarach, które były pokryte przez lodowce górskie.
Głazy narzutowe są różnie zachowanym, wyselekcjonowanym materiałem skalnym o dużej wytrzymałości i odporności na działanie czynników klimatycznych. Zbudowane są przeważnie z granitów, amfibolitów, gnejsów, migmatytów, porfirów, kwarcytów.
Głazy narzutowe są zbierane na polach oraz eksploatowane z moren kamienistych np. okolic Suwałk.
Niekiedy pojęcie eratyk jest utożsamiane również z bliskim pojęciem porwak lodowcowy, które jednak dotyczy skał plastycznych lub sypkich o znacznych wymiarach. Głazy narzutowe często są też składnikami większej kry lodowcowej (porwaka lodowcowego).
Obecność głazów narzutowych ludność tłumaczyła sobie przy pomocy legend związanych z postaciami świętych lub interwencją sił nieczystych.

## Zastosowanie głazów narzutowych
- wykonuje się z nich kamień łamany i kruszywo;
- służy do wyrobu kostki i krawężników drogowych;
- wykorzystuje się je jako materiał budowlany – na fundamenty i na całe budowle, np. na Pomorzu;
- mniejsze głazy są wykorzystywane do brukowania ulic i budowy dróg.

Niektóre głazy narzutowe przyniesione przez lodowiec do Polski ze Skandynawii mają status pomników przyrody nieożywionej.

## Głazy narzutowe na świecie
Największym głazem narzutowym na świecie jest prawdopodobnie głaz Lewiatan w Parku Narodowym Mt. Buffalo w Australii, w stanie Wiktoria o wymiarach 33 × 21 × 12 m. Z występowania olbrzymich głazów znane są też masyw Erongo w Namibii oraz płaskowyż Serra da Estrela w Portugalii. Największym głazem narzutowym Europy jest prawdopodobnie głaz Ehalkivi (est. blask słońca) na bałtyckim wybrzeżu Estonii, granit pegmatytowy o obwodzie ok. 50 m i objętości ok. 980 m³. Wybrzeże Estonii jest w ogóle największym skupieniem głazów w Europie; do największych należą głazy Majakiwi (ok. 570 m³ objętości) w Parku Narodowym Lahemaa, Kabelikivi k. Tallinna (57 m obwodu, ok. 780 m³ objętości) oraz skupienie głazów – Głazowisko Helmersena na wyspie Hiuma.

## Głazy narzutowe w Polsce

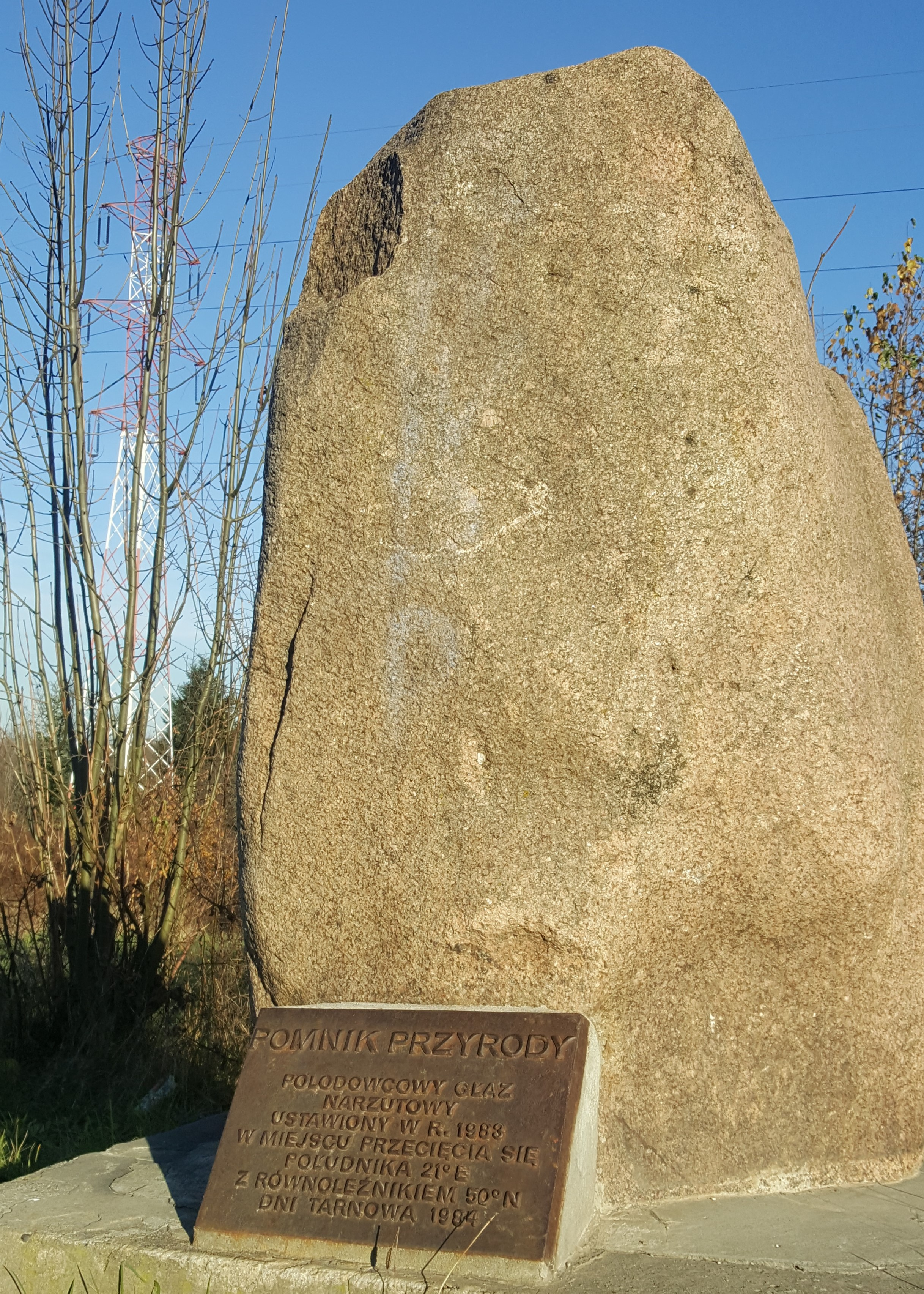
Głaz narzutowy, pomnik przyrody ustawiony w miejscu przecięcia się południka 21º E z równoleżnikiem 50º N w Tarnowie

Według danych z 31 grudnia 2014 roku liczba głazów narzutowych w formie pomników przyrody nieożywionej w Polsce wynosiła 1083. Najwięcej głazów objętych ochroną znajduje się w województwie mazowieckim (195), a najmniej w podkarpackim (10). Rozkład w poszczególnych województwach przedstawia poniższa tabela:
| według województw   |     |     |
| Dolnośląskie        | 36  | 38  |
| Kujawsko-pomorskie  | 81  | 81  |
| Lubelskie           | 38  | 40  |
| Lubuskie            | 36  | 36  |
| Łódzkie             | 10  | 13  |
| Małopolskie         | 14  | 17  |
| Mazowieckie         | 180 | 195 |
| Opolskie            | 11  | 12  |
| Podkarpackie        | 10  | 10  |
| Podlaskie           | 97  | 97  |
| Pomorskie           | 162 | 169 |
| Śląskie             | 23  | 25  |
| Świętokrzyskie      | 37  | 35  |
| Warmińsko-mazurskie | 108 | 116 |
| Wielkopolskie       | 91  | 96  |
| Zachodniopomorskie  | 100 | 103 |

Największym w Polsce głazem narzutowym jest Trygław (zwany też Tychowskim Głazem) w mieście Tychowo, zaś drugim co do wielkości jest Głaz Mszczonowski w Zawadach.
Inne znane:
- Wydrzy Głaz w jeziorze Czajczym na Pojezierzu Wolińskim
- Głaz Królewski w Zalewie Kamieńskim koło Wyspy Chrząszczewskiej
- Kamień świętego Wojciecha w Leosi
- Głaz Tempelburg koło Czaplinka
- Głaz narzutowy „Adam” w Szczecinie
- Kamień św. Jadwigi w Gołuchowie
- Kamień św. Wojciecha w Budziejewku
- Święty Kamień w Zalewie Wiślanym.
- Flins (pomnik przyrody) koło Szprotawy

W Borkowie znajduje się cmentarzysko z grobami megalitycznymi, w Grzybnicy kamienne kręgi, a w Piasecznie głaz „Mazur” o obwodzie 17,5 m i wysokości 2,5 m.